# Елмо (Техас)
Елмо (англ. Elmo) — переписна місцевість (CDP) в США, в окрузі Кофман штату Техас. Населення — 803 особи (2020).

## Географія
Елмо розташоване за координатами 32°44′23″ пн. ш. 96°9′10″ зх. д. / 32.73972° пн. ш. 96.15278° зх. д. (32.739676, -96.152689).  За даними Бюро перепису населення США в 2010 році переписна місцевість мала площу 11,60 км², з яких 10,65 км² — суходіл та 0,95 км² — водойми.

## Демографія
Згідно з переписом 2010 року, у переписній місцевості мешкало 768 осіб у 286 домогосподарствах у складі 214 родин. Густота населення становила 66 осіб/км².  Було 319 помешкань (28/км²).
Расовий склад населення:
| - 89,5 % — білих - 3,0 % — чорних або афроамериканців - 0,7 % — корінних американців - 0,1 % — азіатів - 3,8 % — осіб інших рас |

До двох чи більше рас належало 3,0 %. Частка іспаномовних становила 10,4 % від усіх жителів.
За віковим діапазоном населення розподілялося таким чином: 22,0 % — особи молодші 18 років, 63,3 % — особи у віці 18—64 років, 14,7 % — особи у віці 65 років та старші. Медіана віку мешканця становила 43,3 року. На 100 осіб жіночої статі у переписній місцевості припадало 104,3 чоловіків;  на 100 жінок у віці від 18 років та старших — 108,0 чоловіків також старших 18 років.
Середній дохід на одне домашнє господарство  становив 51 595 доларів США (медіана — 45 764), а середній дохід на одну сім'ю — 55 830 доларів (медіана — 46 771). За межею бідності перебувало 7,4 % осіб, у тому числі 0,0 % дітей у віці до 18 років та 0,0 % осіб у віці 65 років та старших.
Цивільне працевлаштоване населення становило 263 особи. Основні галузі зайнятості: оптова торгівля — 30,8 %, виробництво — 27,4 %, роздрібна торгівля — 24,3 %.